# Elementos de la naturaleza

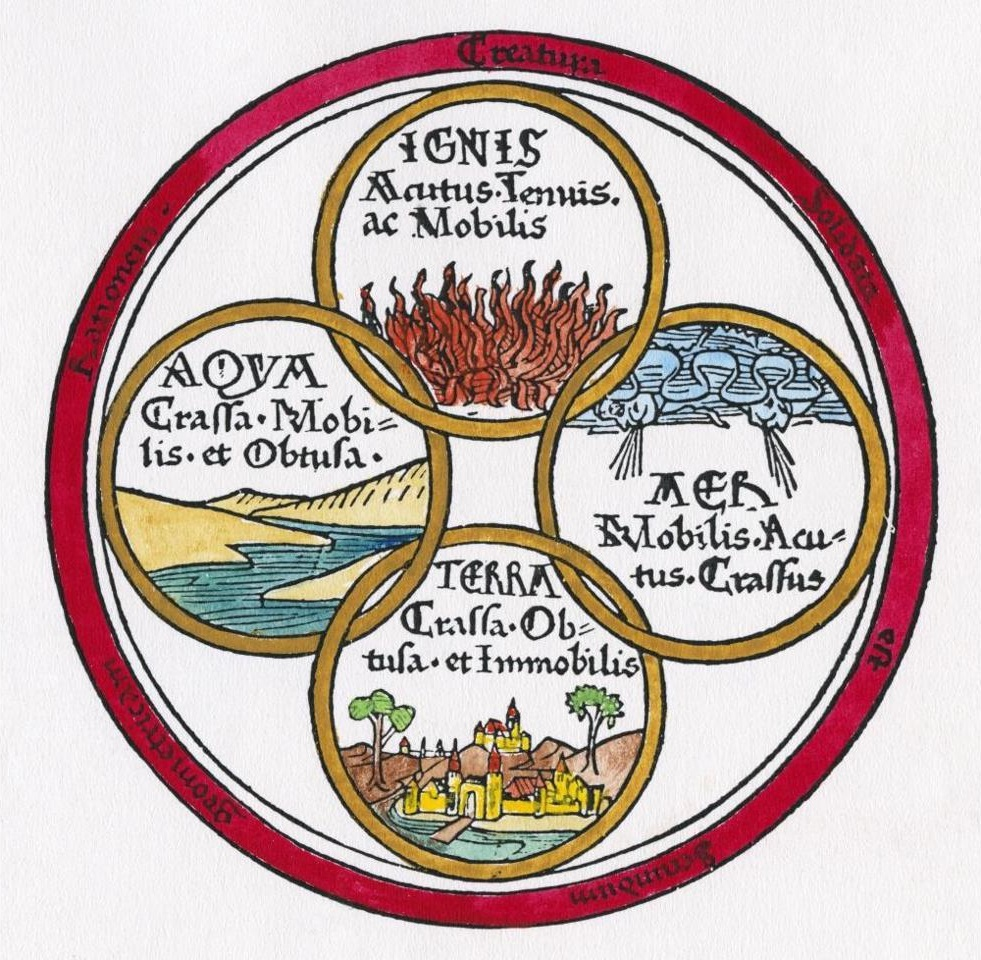
Los cuatro elementos sublunares: fuego, agua, aire y tierra, según un grabado de 1472.

Los cuatro o cinco elementos de la naturaleza —habitualmente, el agua (ὕδωρ, ὕδατος), la tierra (γῆ, γῆς), el fuego (πῦρ, πυρός) y el aire (ἀήρ, ἀέρος), a los que suele añadirse la quintaesencia o éter (αἰθήρ, αἰθέρος )— eran, para muchas doctrinas antiguas, los constituyentes básicos de la materia y explicaban el comportamiento del mundo físico. El modelo estuvo vigente hasta que la ciencia moderna empezó a desentrañar los elementos y reacciones químicas.
En la cultura occidental, el origen de la teoría de los cuatro elementos se encuentra en los filósofos presocráticos y perduró a través de la Edad Media hasta el Renacimiento, influyendo profundamente en la cultura y el pensamiento europeo. Los estados de la materia, según la ciencia moderna y, en menor grado, también la tabla periódica de los elementos y el concepto de combustión (fuego) pueden considerarse sucesores de aquellos primeros modelos.[cita requerida]
China, por su parte, enunciaba elementos ligeramente diferentes y todavía usados en la medicina china tradicional: tierra, agua, fuego, metal y madera, entendidos más como diferentes tipos de energía en un estado de constante interacción y flujo entre unos y otros, en oposición a la noción occidental que los relaciona con las diferentes manifestaciones de la materia.[cita requerida]

## En Occidente

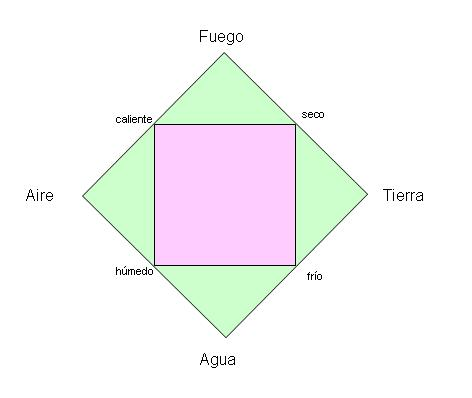
Los cuatro elementos de los griegos. Diagrama común con dos cuadrados, donde el más pequeño se sobrepone. Las esquinas del más grande muestran los elementos, y las esquinas del menor representan las propiedades.

El filósofo griego Tales de Mileto propuso que el principio de todas las cosas (o arché) era el agua.
Después Anaxímenes consideró que el principio era el aire, Heráclito creyó que el fuego era el principio, y Jenófanes la tierra. Aecio y Sexto Empírico comentan un fragmento de un texto de Jenófanes (B27) en el cual Jenófanes dice que la tierra es principio y fin de todas las cosas. Pero Aristóteles había dicho que ningún pensador había atribuido a la tierra el carácter de elemento primordial.
Para Aristóteles el éter o quinto elemento es la quintaesencia, razonando que el fuego, la tierra, el agua y el aire eran terrenales y corruptibles, y que las estrellas no podían estar hechas de ninguno de estos elementos, sino de uno diferente, inmutable,  de una substancia celestial.
Los pitagóricos utilizaban las letras iniciales de los cinco elementos para nombrar los ángulos de su pentagrama, y los identificaban con los sólidos platónicos.
La teoría de las cuatro raíces de Empédocles (cerca del 450 a. C.) es mencionada por Aristóteles:
- El 'agua' es a la vez fría y húmeda.
- La 'tierra' es a la vez seca y fría.
- El 'fuego' es a la vez caliente y seco.
- El 'aire' es a la vez húmedo y caliente.

De acuerdo con Galeno, los elementos fueron usados por Hipócrates cuando describía el cuerpo humano, asociándolos con los cuatro humores:
- la bilis amarilla (fuego),
- la bilis negra o melancolía (tierra),
- la flema o pituita (agua),
- la sangre (aire).

El término «éter» fue recuperado por físicos del siglo XIX para denominar el medio invisible que llenaba el universo, el éter luminoso.
En 1987, el compositor Robert Steadman escribió una sinfonía en la cual cada movimiento representaba las características de los elementos clásicos de la Antigua Grecia: aire, agua, tierra y fuego. De un modo más tópico se han tratado en corrientes de la música contemporánea, como la New Age.
Resulta evidente que el concepto/término «elemento» utilizado por los antiguos no se refiere a los elementos químicos de la ciencia moderna. Estudiosos más recientes han razonado que los elementos de la naturaleza se refieren a los estados de la materia, es decir: líquido (agua), sólido (tierra), plasma (fuego), gas (aire).

### La astrología y los elementos griegos

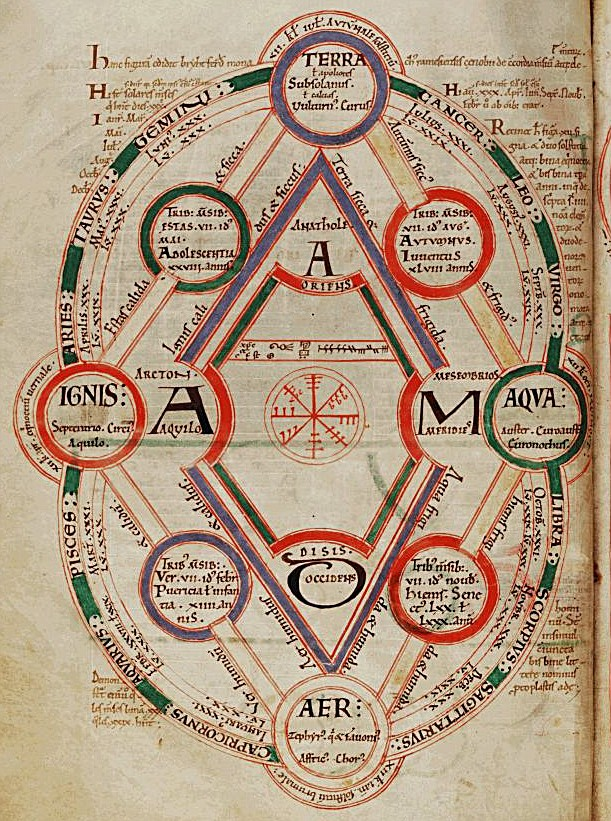
Representación de los cuatro elementos en el contexto astrológico, en un manuscrito inglés del.

La astrología continúa usando el concepto de los cuatro elementos desde la Antigüedad, aplicando a las técnicas de interpretación y cálculo astrológico los cuatro elementos de la antigüedad griega, en el contexto de la carta astral.
Según Pierre Riffard, en su Diccionario de esoterismo, el orden estratigráfico de los elementos es:
1. tierra
2. agua
3. aire
4. fuego
5. éter

Y el orden genérico de los elementos es:
1. éter
2. fuego
3. aire
4. agua
5. tierra

Para algunos sectores del ocultismo, los cuatro elementos representados en la esfinge egipcia se relacionan con la astrología babilónica:
- el rostro humano corresponde a Acuario (aire),
- las alas al águila de Escorpio (agua),
- las garras de león a Leo (fuego) y
- las patas de toro a Tauro (tierra).

### Shakespeare y Calderón
En la literatura europea, en especial en el teatro del Barroco, pueden encontrarse referencias a los cuatro elementos.
Por ejemplo, en La vida es sueño, de Pedro Calderón de la Barca:
En quien un mapa se dibuja atento,
pues el cuerpo es la tierra,
el fuego, el alma que en el pecho encierra,
la espuma el mar, y el aire es el suspiro,
en cuya confusión un caos admiro;
pues en el alma, espuma, cuerpo, aliento,
monstruo es de fuego, tierra, mar y viento.
Otro ejemplo se encuentra en Hamlet, de William Shakespeare:
Yo he oído decir que
el gallo, trompeta de la mañana,
con la alta y aguda voz de su garganta sonora
despierta al dios del día, y que a su anuncio,
todo extraño espíritu errante en el mar o el fuego, en la tierra o el aire, huye
hasta su confín.

### Tradición nativa americana
El Círculo sagrado es un símbolo sagrado en muchas culturas de indígenas de América que representa el límite de la Tierra y todo el conocimiento del universo. Representa los cuatro puntos cardinales, el camino del sol, las cuatro estaciones y las cuatro medicinas sagradas. Cada elemento también está representado por un color que significa cuatro razas de humanos.
- La Tierra (Sur) representa el ciclo de la juventud, el verano, la raza Indígena, y la medicina del cedro.
- Fuego (Este) representa el ciclo de nacimiento, la primavera, la raza asiática y la medicina del tabaco.
- Viento/Aire (Norte) representa el ciclo mayor, el invierno, la raza europea y la medicina de la hierba dulce.
- Agua (Oeste) representa el ciclo de la edad adulta, el otoño, la raza africana, y la medicina de la salvia.

El símbolo de la rueda de la medicina es una invención moderna que data de aproximadamente 1972, y estas descripciones y asociaciones son una adición posterior. Las asociaciones con los elementos clásicos no se basan en las enseñanzas indígenas tradicionales y el símbolo no ha sido adoptado por todas las naciones indígenas americanas.

## En Oriente

### Los cinco elementos en el hinduismo
Los pancha maja-bhuta (cinco grandes-elementos), del hinduismo y budismo temprano son:
1. pritiví o bhumi (tierra).
2. ap o yala (agua).
3. agni (fuego).
4. vaiu o pávana (aire o viento).
5. akasha (éter).

Estos «elementos» no se mencionan en el texto épicorreligioso Rig-veda (mediados del II milenio a. C.). La primera mención aparece en el Suetasuatara-upanishad (fines del I milenio a. C.).

### Los cuatro elementos en el budismo temprano
En la literatura pali, los maja bhuta (‘grandes elementos’) o chatu dhatu (‘cuatro elementos’) son:
- agua
- tierra
- fuego
- aire

En el budismo temprano, los cuatro elementos son las bases del entendimiento del sufrimiento y para liberarse a uno mismo de él.

### Los cinco elementos de la antigua China

El círculo de los elementos.

En el taoísmo hay un sistema similar al de los griegos, que incluye metal y madera, pero excluye al aire.
Los cinco planetas mayores están asociados con el nombre de los elementos:
- Venus es metal
- Júpiter es madera
- Mercurio es agua
- Marte es fuego
- Saturno es tierra.

La Luna representa el yin y el Sol representa el yang.
El yin, el yang y los cinco elementos figuran en el método najia de interpretación I Ching, el más antiguo de los textos chinos, que describe la cosmología y filosofía china.

### Los cinco elementos en Japón
Las tradiciones japonesas usan un grupo de elementos llamados el 五大 (godai, literalmente ‘los cinco grandes’).
Estos cinco son:
- tierra
- agua
- fuego
- aire
- vacío

Estos procedían de las creencias budistas.
Los elementos clásicos chinos también son importantes en la cultura japonesa.

## Historia moderna

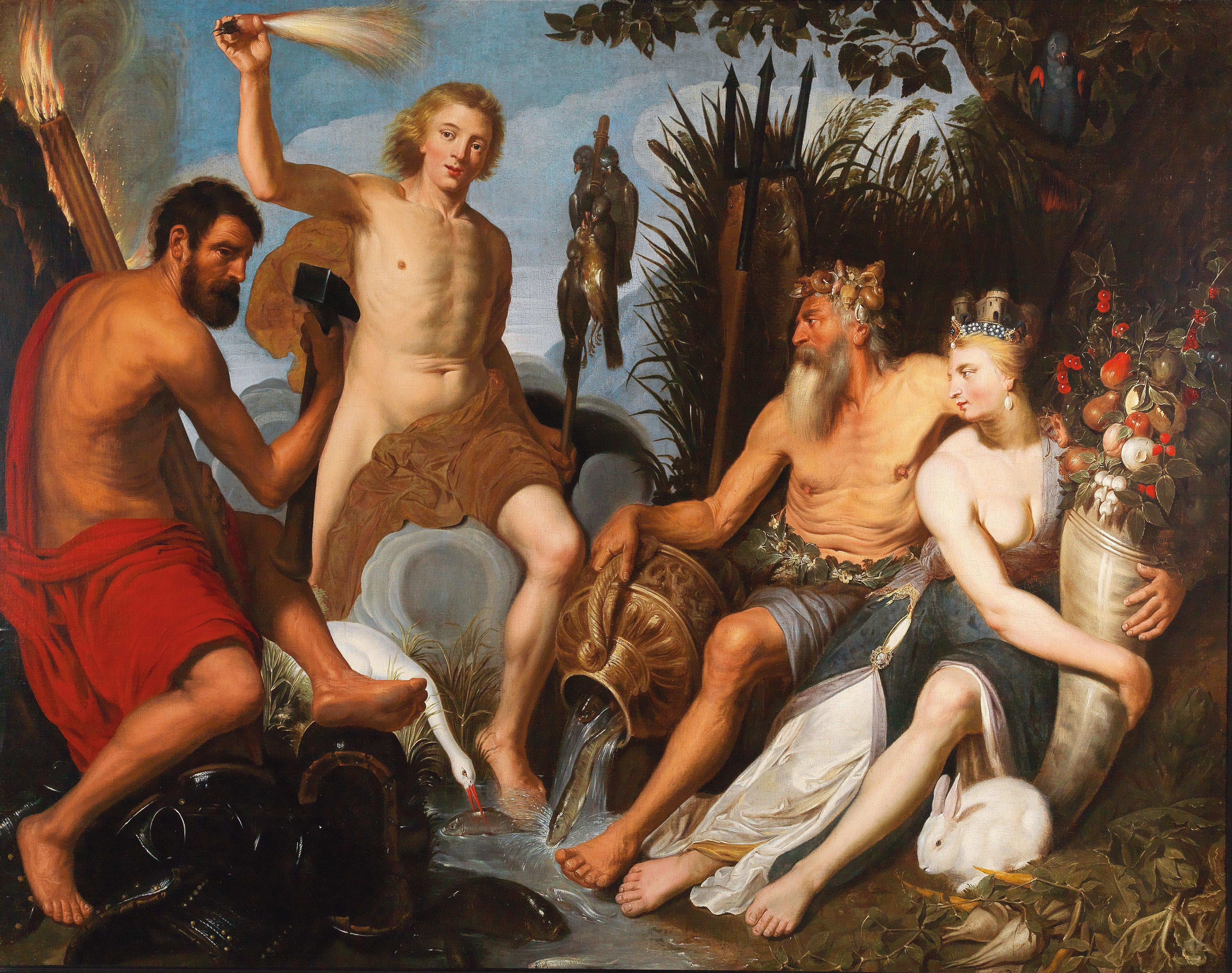
Artus Wolffort, Los Cuatro Elementos, antes de 1641

### Elemento químico
La tradición aristotélica y la alquimia medieval finalmente dieron origen a la química moderna, teorías científicas y nuevas taxonomías. En la época de Antoine Lavoisier, por ejemplo, una lista de elementos ya no se referiría a los elementos clásicos. Algunos científicos modernos ven un paralelo entre los elementos clásicos y los cuatro estados de la materia: sólido, líquido, gas y el plasma débilmente ionizado.
La ciencia moderna reconoce clases de partículas elementales que no tienen subestructura (o más bien, partículas que no están hechas de otras partículas) y partículas compuestas que tienen subestructura (partículas hechas de otras partículas).

### Astrología occidental
La astrología occidental utiliza los cuatro elementos clásicos en relación con las cartas astrológicas y los horóscopos. Los doce signos astrológicos del zodíaco se dividen en los cuatro elementos: signos de fuego son Aries, Leo y Sagitario, signos de tierra son Tauro, Virgo y Capricornio, los signos de aire son Géminis, Libra y Acuario, y los signos de agua son Cáncer, Escorpio y Piscis.

### Crítica
El historiador holandés de la ciencia Eduard Jan Dijksterhuis escribe que la teoría de los elementos clásicos "tenía que ejercer una influencia realmente dañina. Como ahora está claro, Aristóteles, al adoptar esta teoría como base de su interpretación de la naturaleza y al nunca perder la fe en ella, tomó un rumbo que prometía pocas oportunidades y muchos peligros para la ciencia". Bertrand Russell dice que el pensamiento de Aristóteles se imbuyó de una autoridad casi bíblica en siglos posteriores. Tanto es así que "Desde principios del siglo XVII, casi todo avance intelectual serio ha tenido que comenzar con un ataque a alguna doctrina aristotélica".

## En la pintura
Las alegorías eran un motivo del gusto del Manierismo italiano y flamenco de finales del siglo XVI.

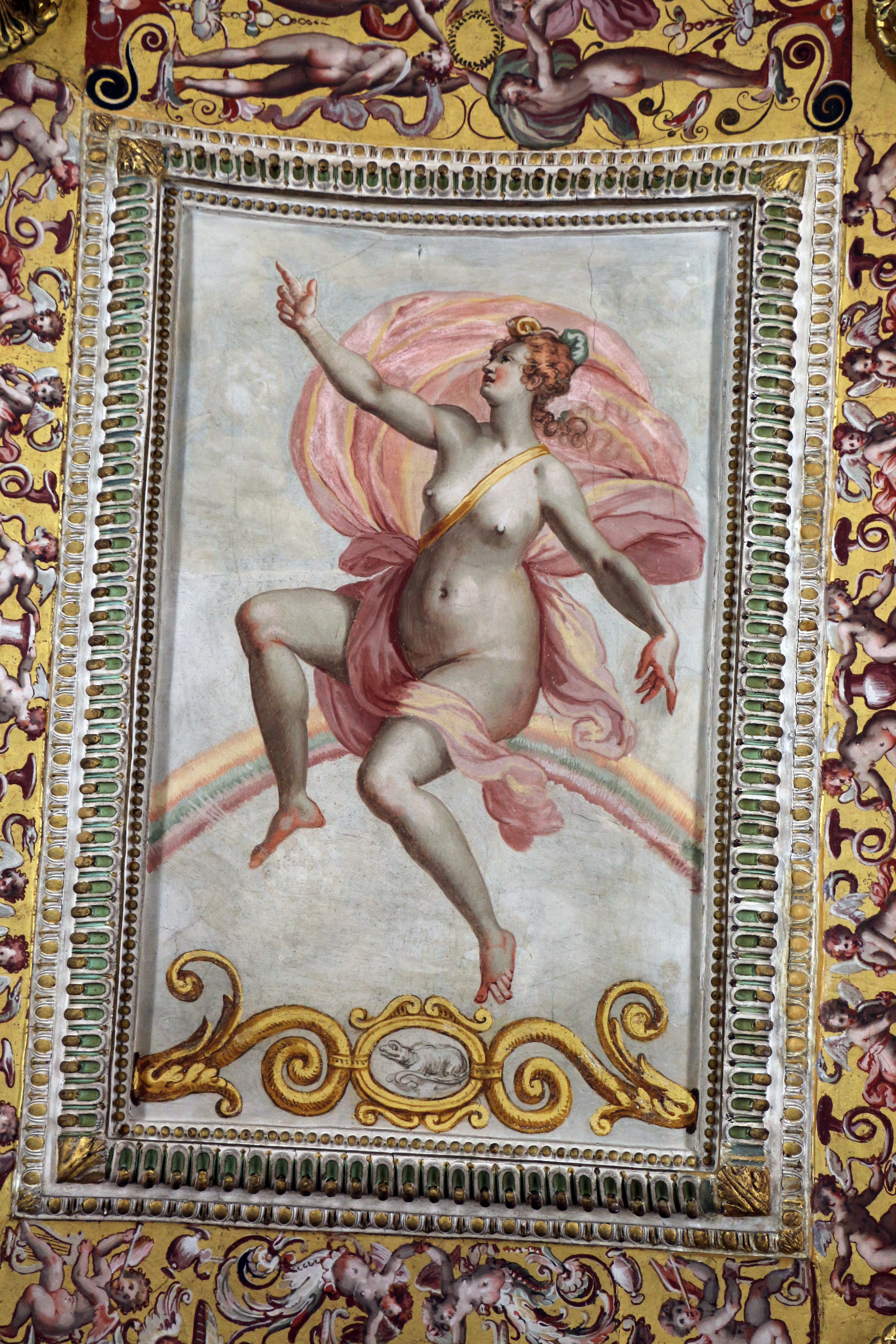
Alegoría de los elementos - Aire, de Jacopo Zucchi y Francesco Morandini "il Poppi" (fresco, ca. 1570-1573).
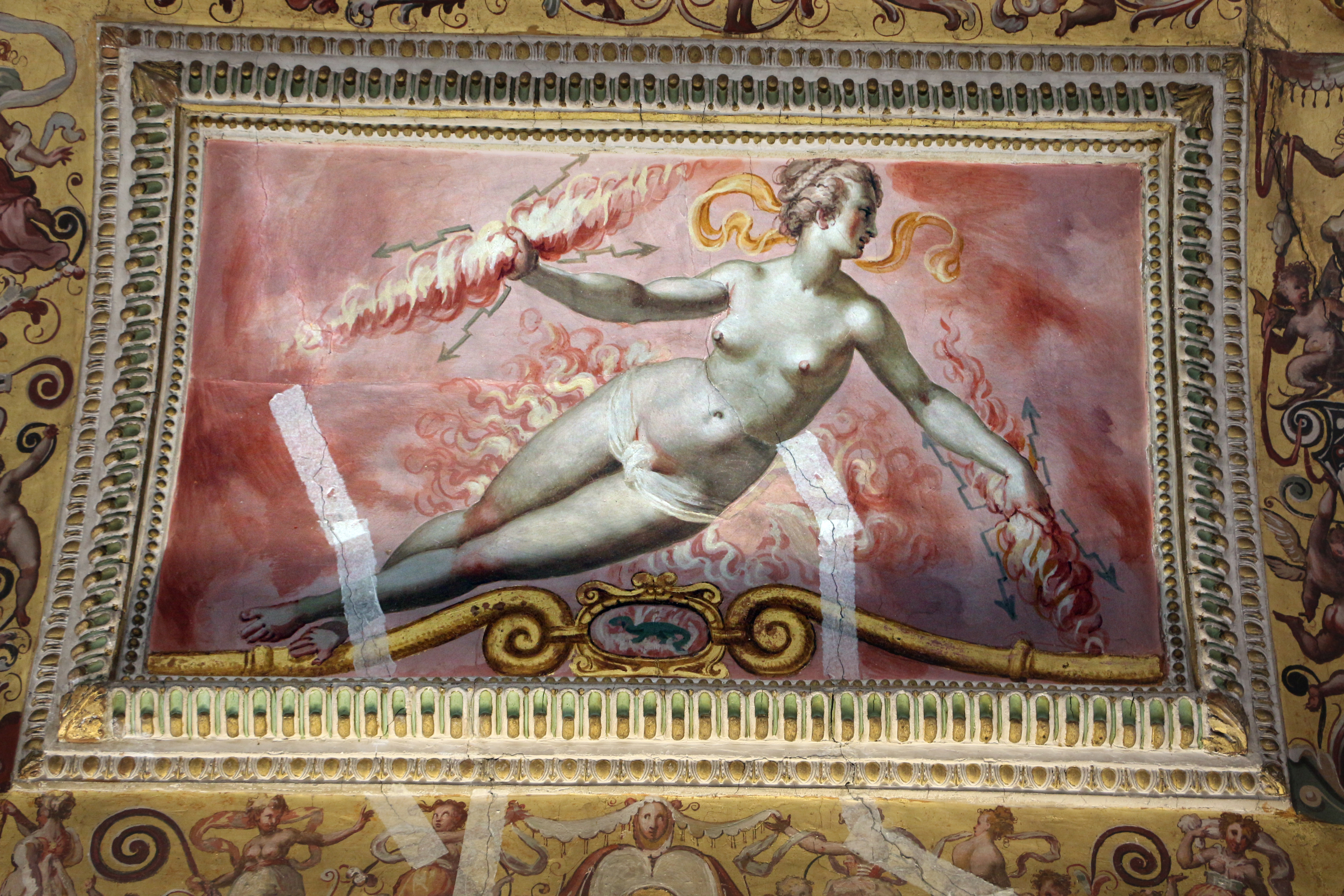
Ídem, Fuego.
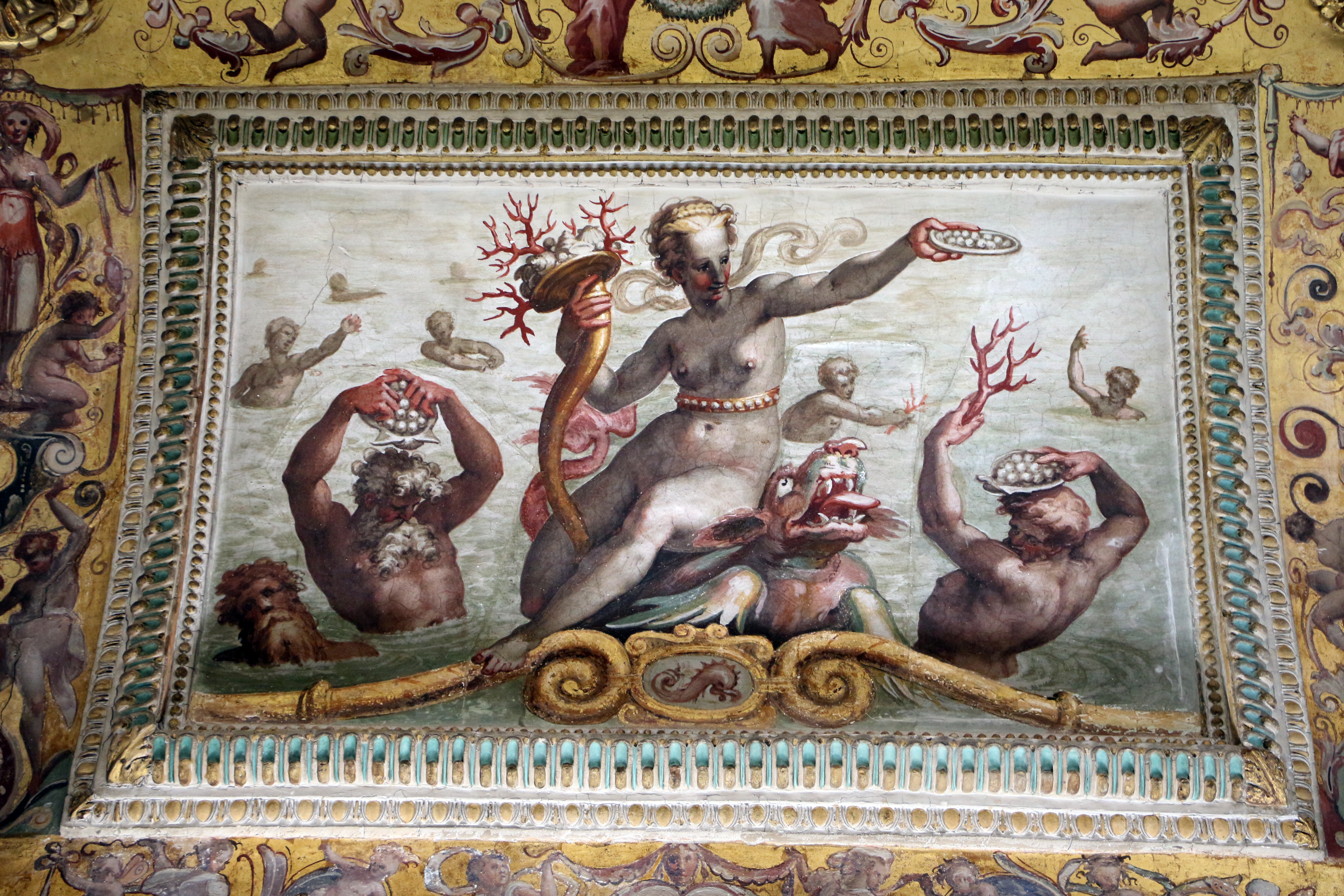
Ídem, Agua.
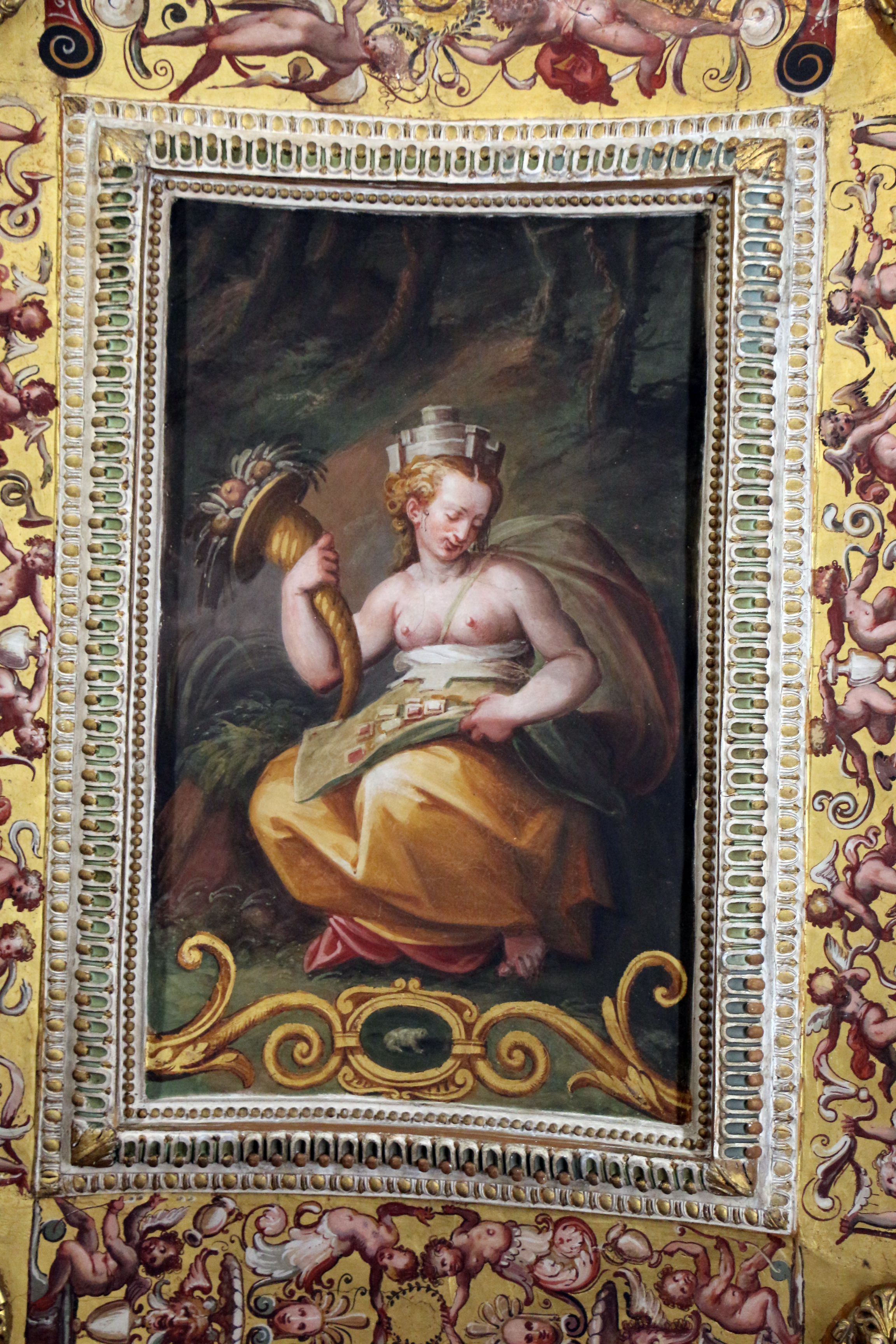
Ídem, Tierra.
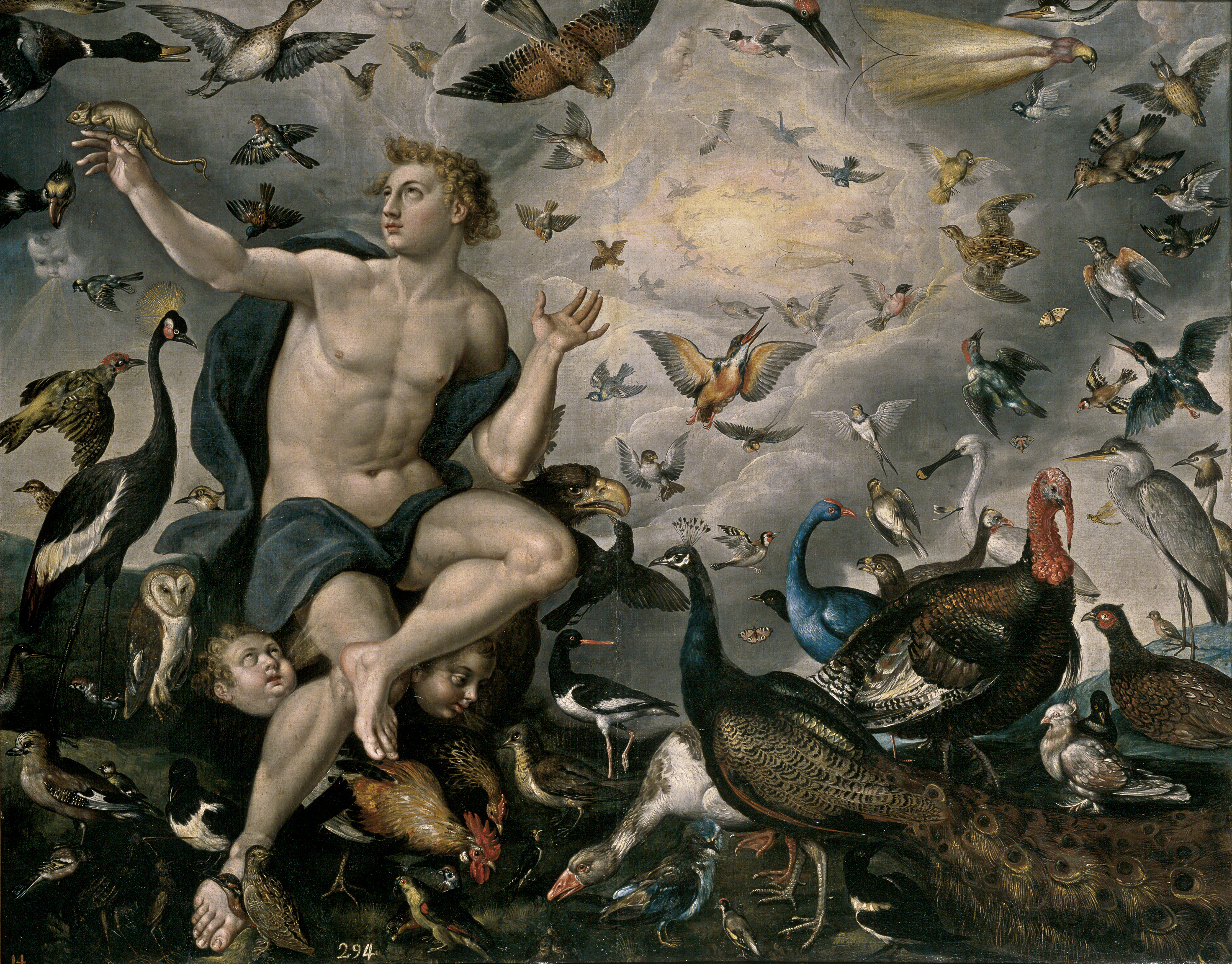
Aire, de Marten de Vos (sin datar, finales del XVI).
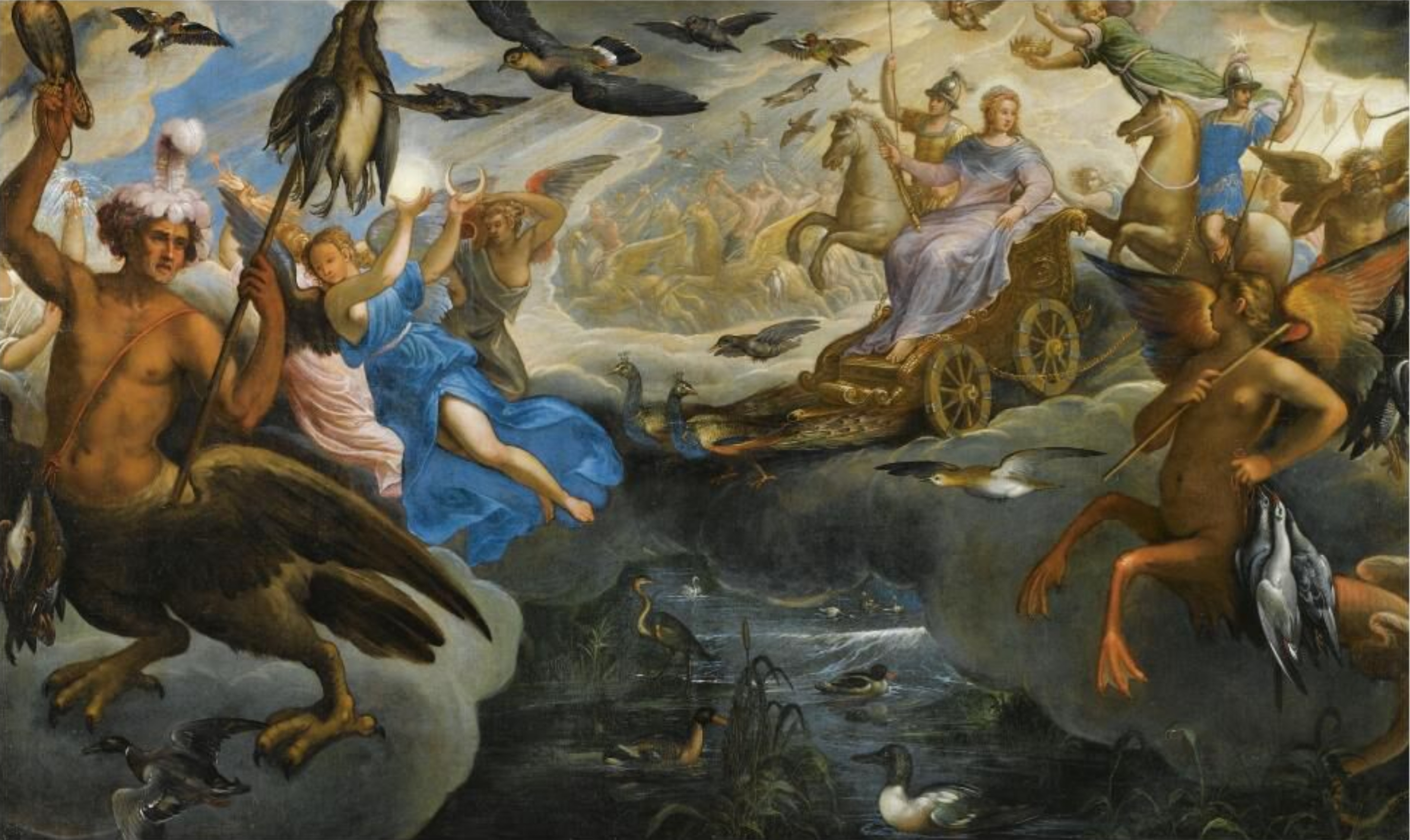
Alegoría del aire, de Pawels Frank, llamado Paolo Fiammingo (1580-1596).

En la pintura barroca flamenca la representación de "Los cuatro elementos" era un tema pictórico habitual en el siglo XVII (Jan Brueghel el Joven y otros). En esta época, las alegorías de tierra, fuego, agua y aire eran motivos propicios para explayarse en paisajes y celajes.

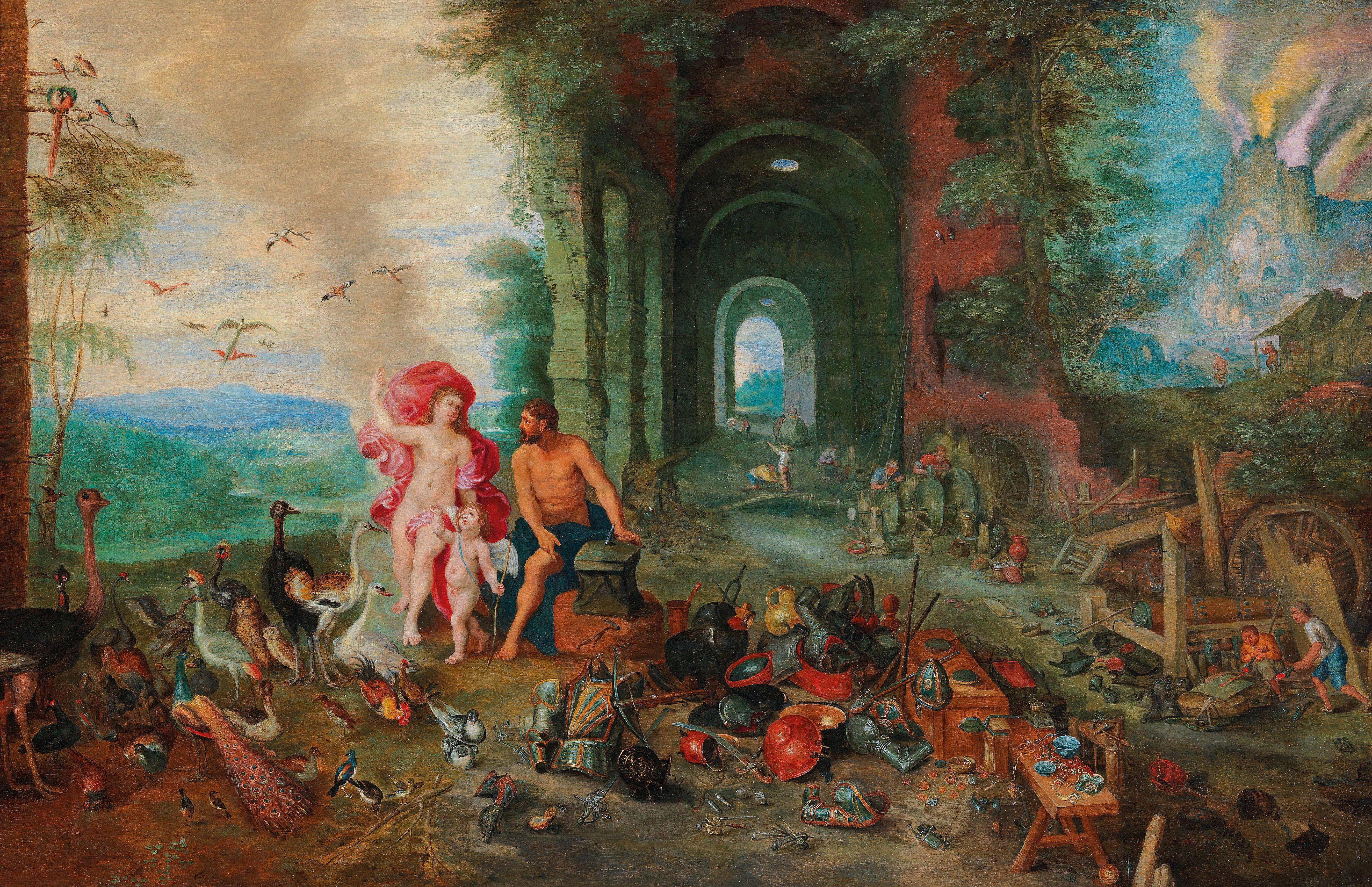
Alegoría del aire y el fuego, de Jan Brueghel el Joven (sin datar).
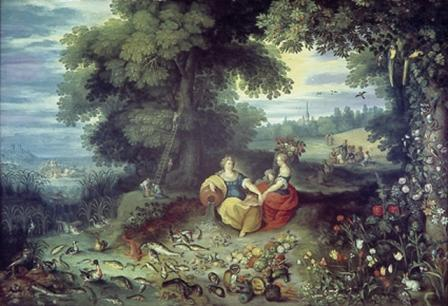
Alegoría de la tierra y el agua, de Jan Brueghel el Joven (ca. 1600).
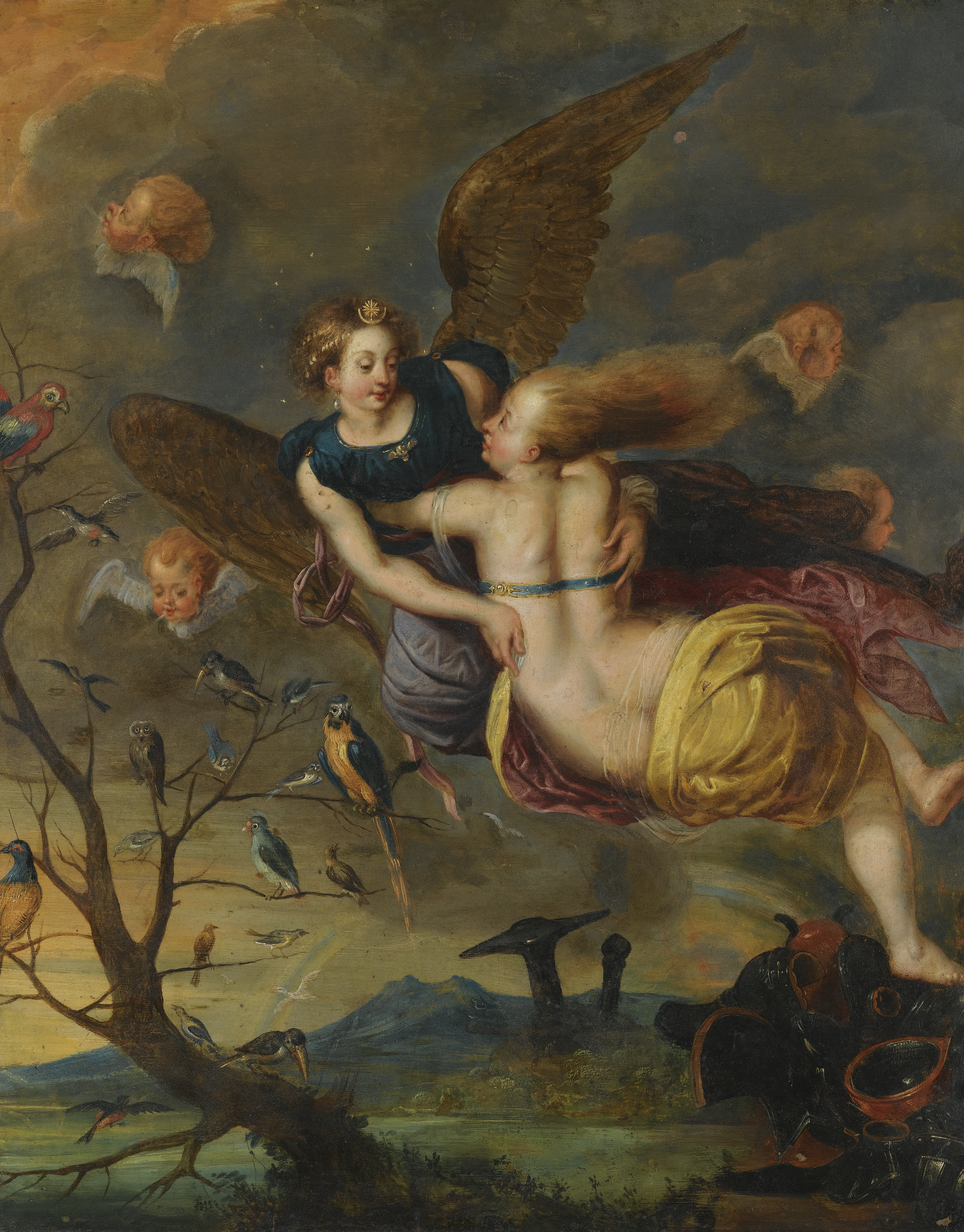
Seguidor de Jan Brueghel el Joven (sin datar).
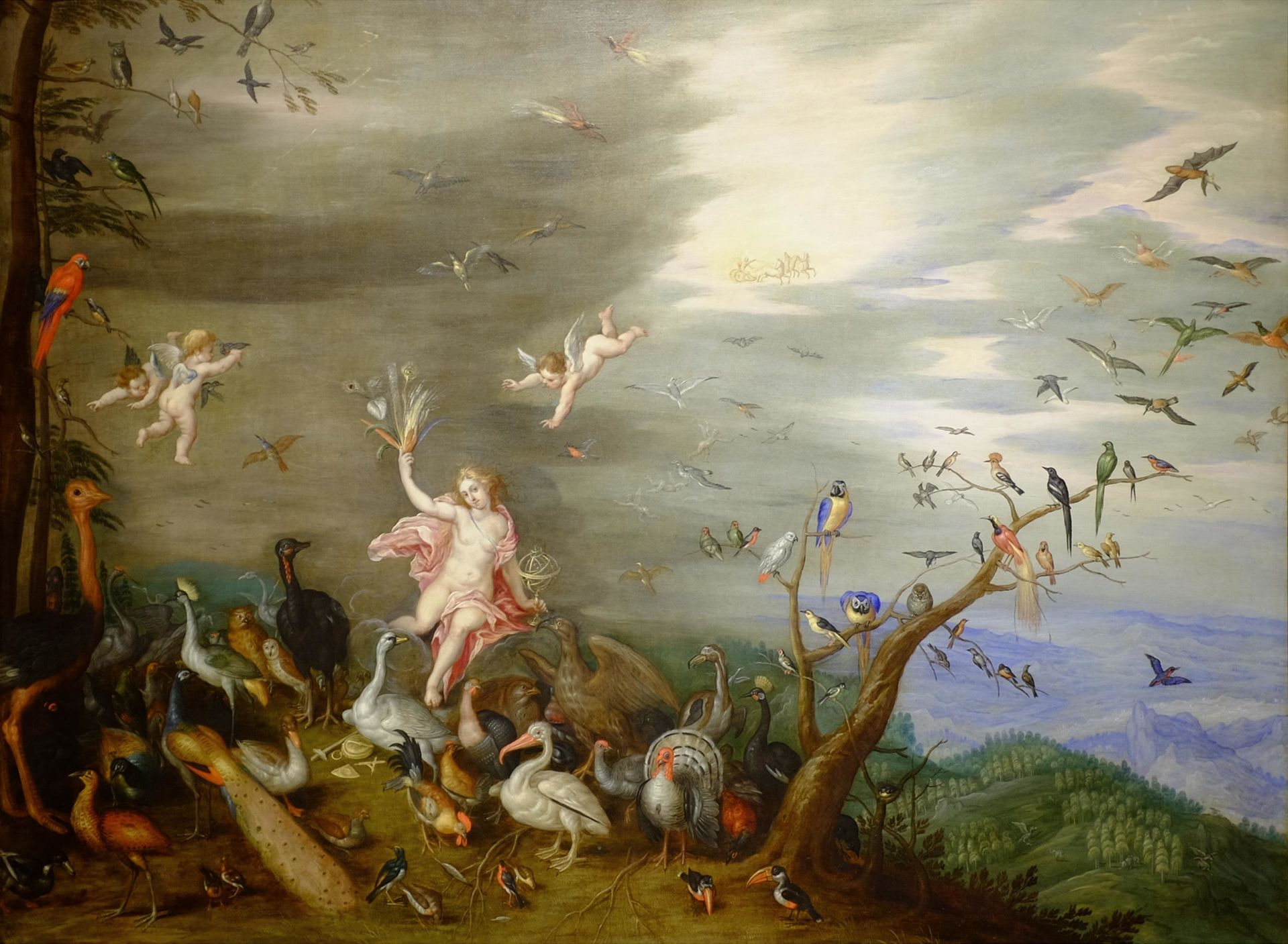
Aire de Jan van Kessel el Viejo, 1647.
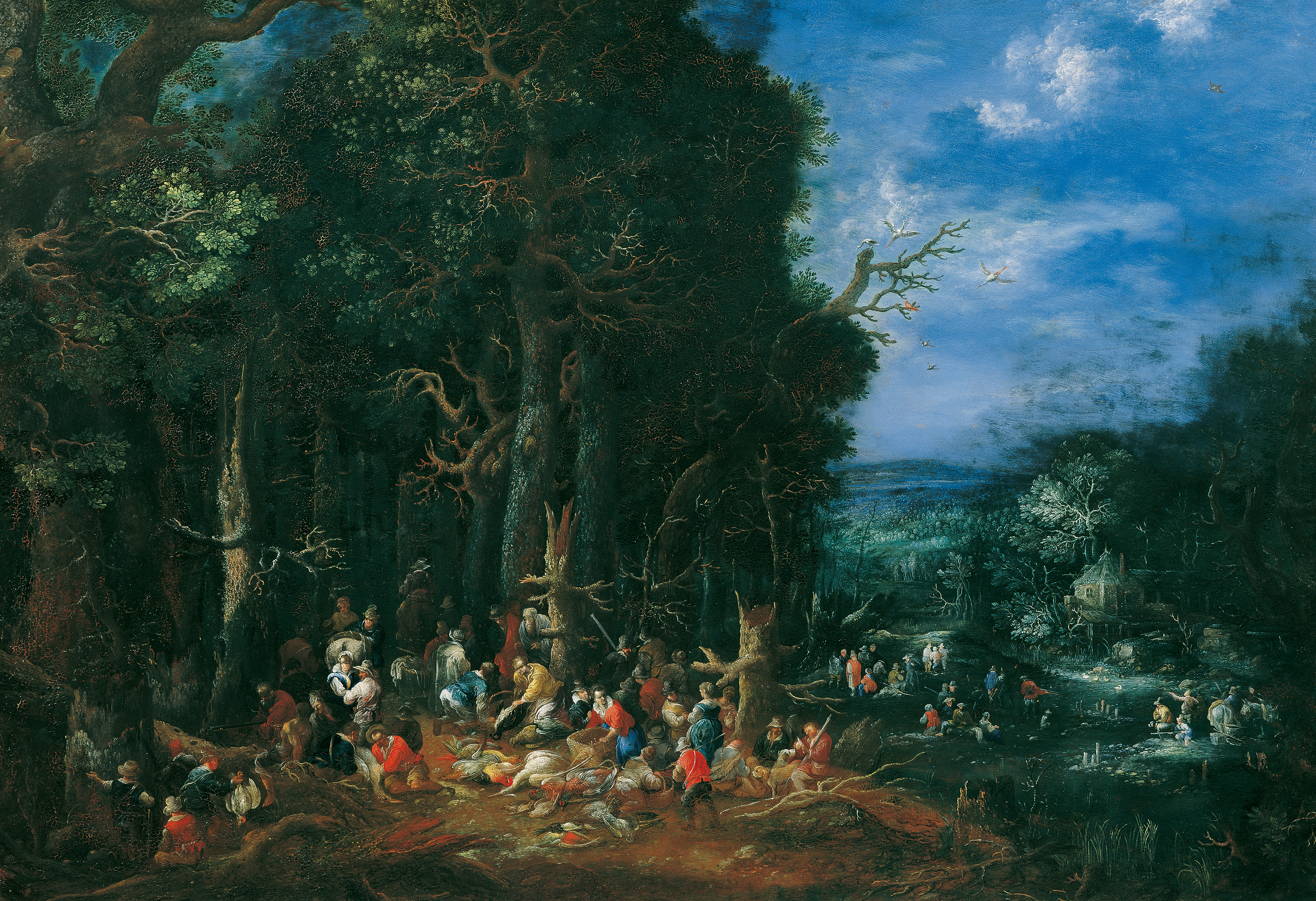
Johann Jakob Hartmann (1694-1738).
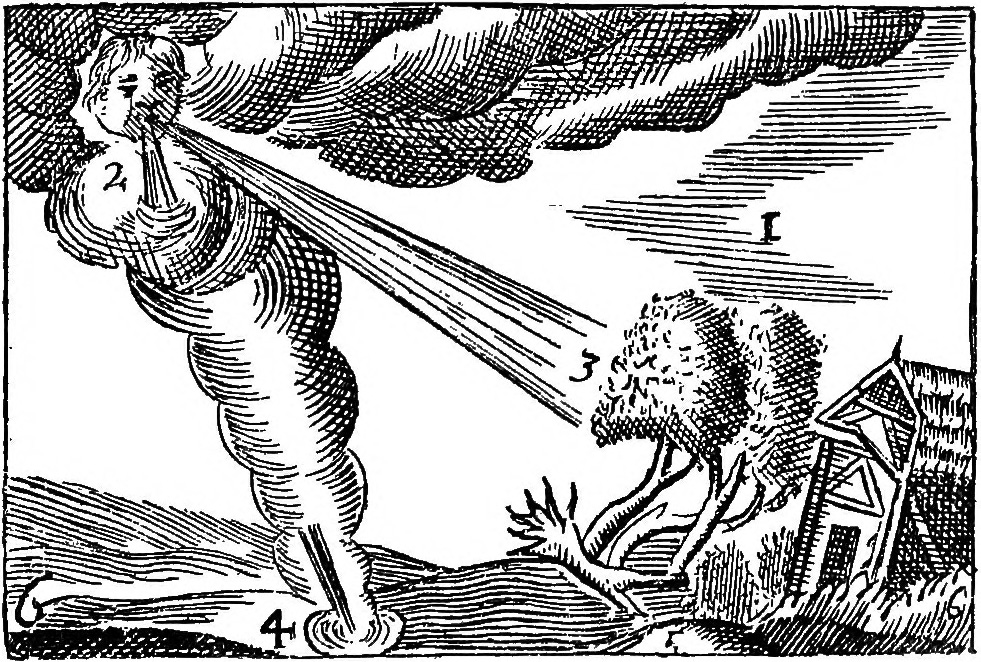
Aire, grabado de Paul Kreutzberger en el Orbis pictus de Comenius (1658).
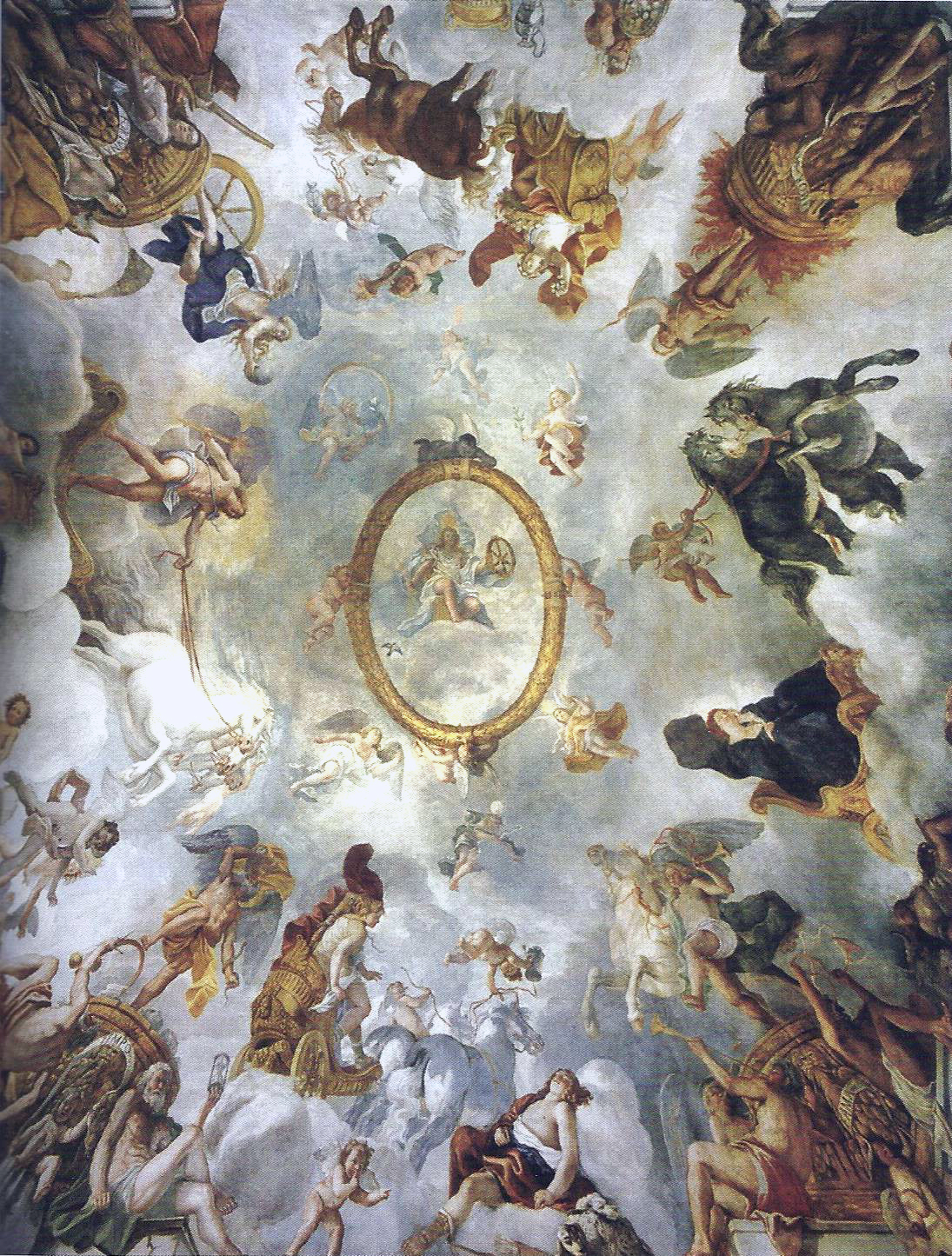
Mattia Pretti (fresco en el Palazzo Doria Pamphilj, 1661).
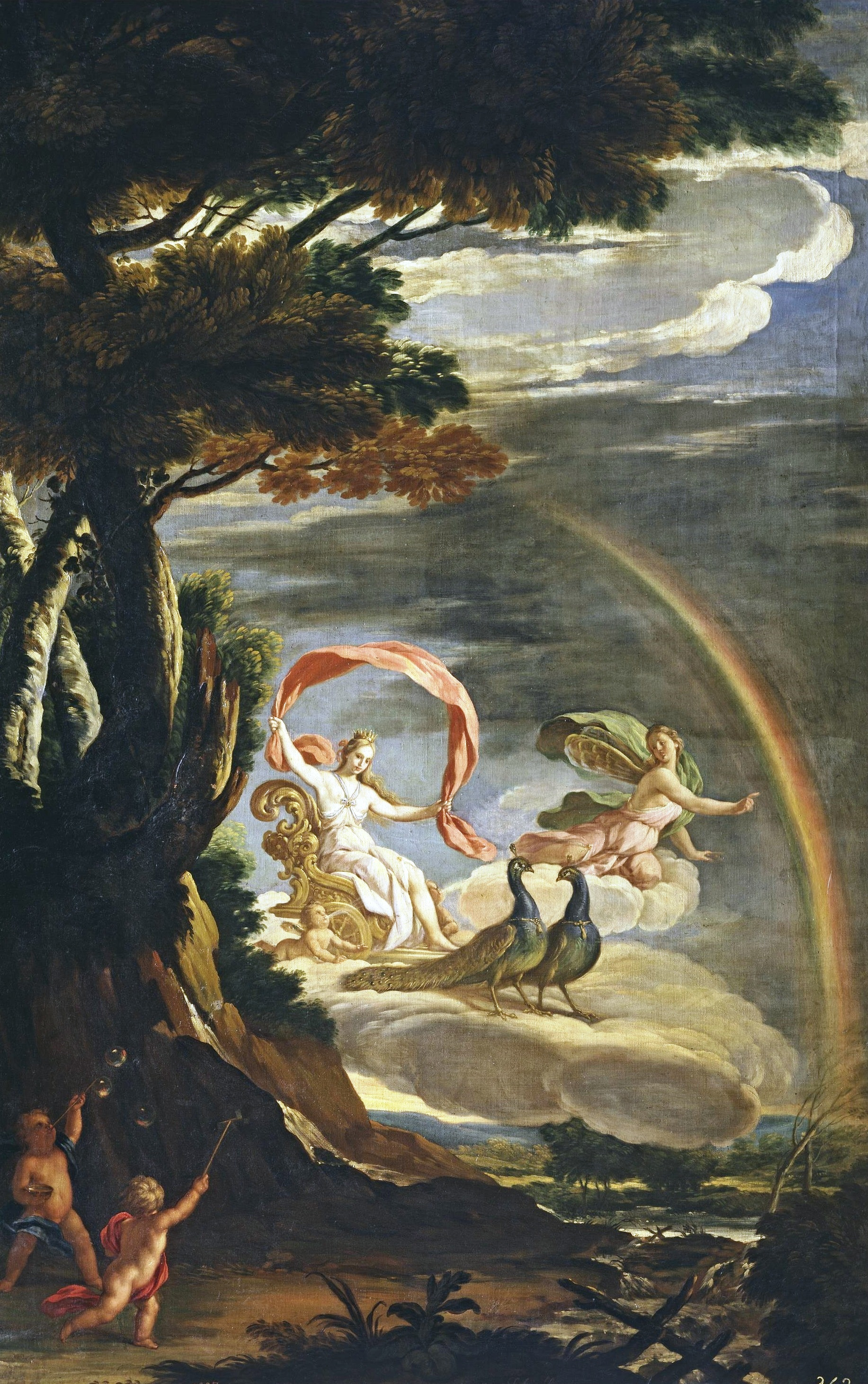
Antonio Palomino (ca. 1700).
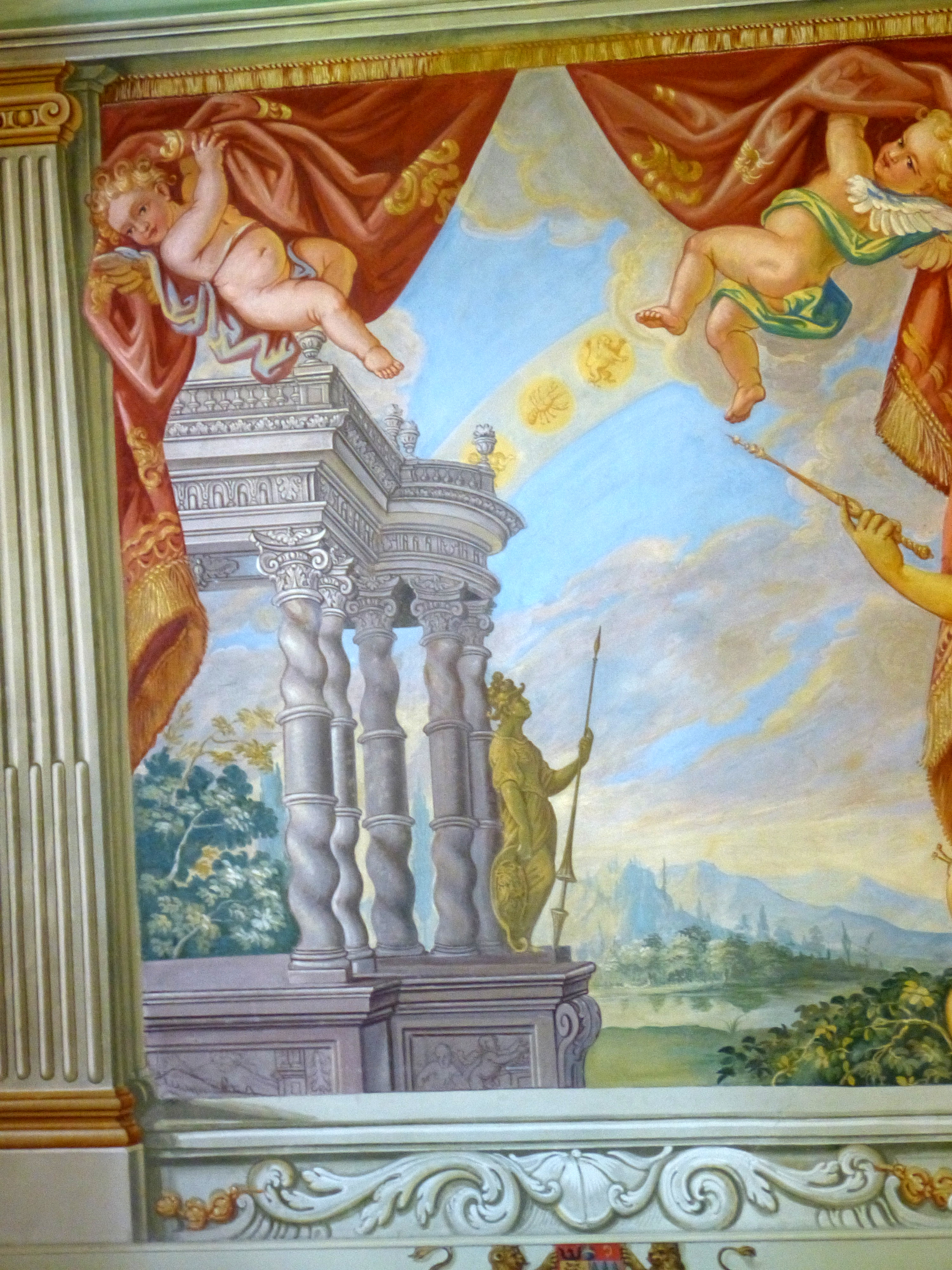
Johann Eustach Kendlbacher (fresco de la abadía Herrenchiemsee, 1715).
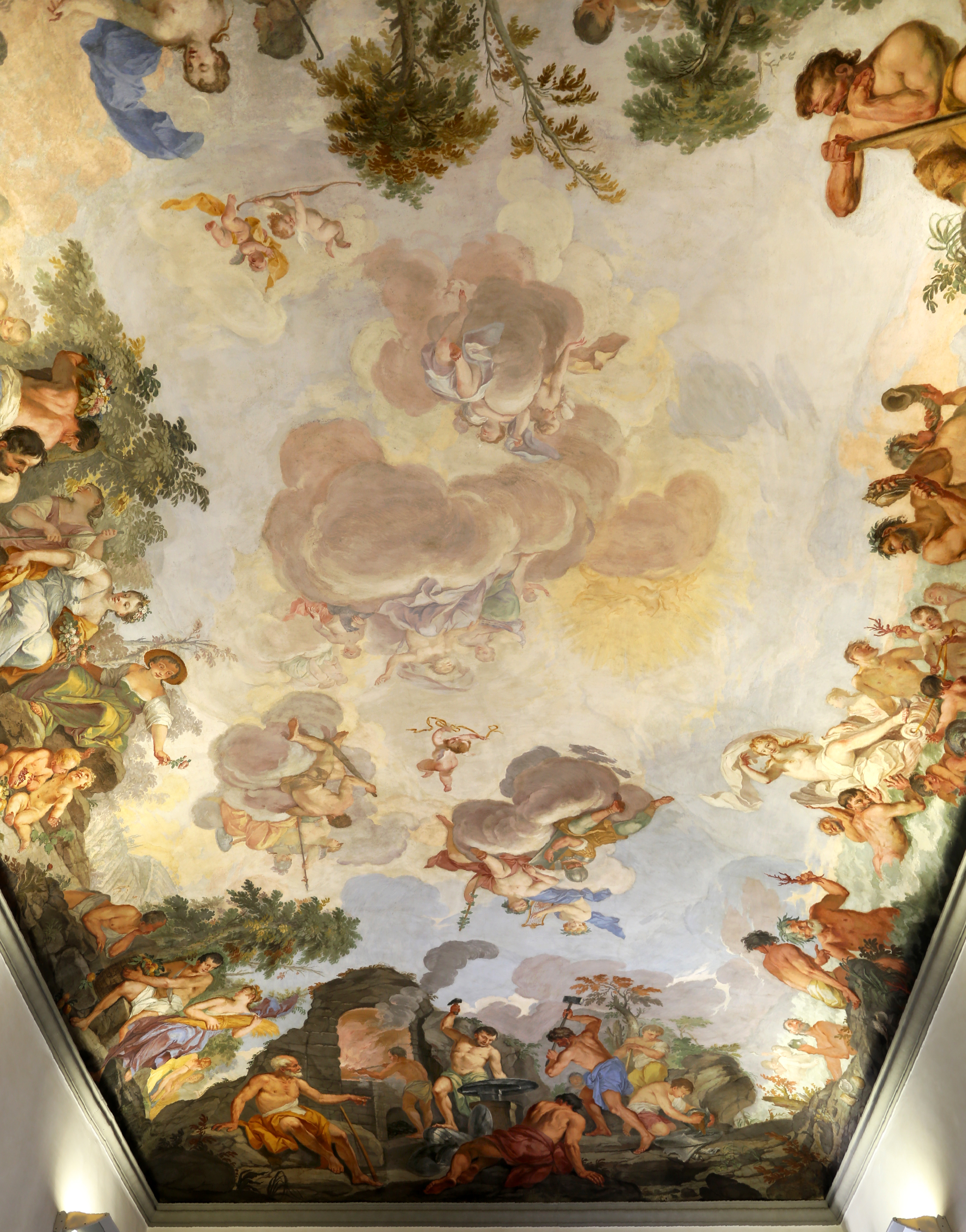
Alegoría de los elementos, fresco en el Palazzo Peruzzi-Bourbon del Monte, de Mauro Soderini (sin datar, primera mitad del siglo XVIII.